# Ninety One
Ninety One ou 91 (kazakh : Тоқсан бір, alphabet latin révisé 2018: Toqsan bir) est un groupe de Q-pop kazakhstanais formé par JUZ Entertainment en 2015.
Le groupe est composé de quatre membres : Alem (Batyrkhan Malikov), Ace (Azamat Ashmakyn), Zaq (Dulat Mukhametkaliev), Bala (Daniyar Kulumshin). Ninety One est le fondateur d'un nouveau genre musical appelé Q-Pop (Qazaq-pop, la pop kazakhstanaise), qui tire ses origines de la musique pop occidentale. Le groupe est produit par Erbolat Bedelkhan, qui est un membre du groupe de musique kazakh Orda.

## Histoire

### 2015: début avecAıyptama!
Le groupe a été fondé en 2014 sur la base du projet « K-Top Idols », dont l'objectif principal était de créer des groupes d'idols. A.Z. et Zaq ont été les gagnants de ce projet. Bala et Alem ont été choisis via un processus séparé. Ace a rejoint le groupe après une formation de deux ans et demi dans l'agence SM Entertainment (coréen : SM엔터테인먼트) en Corée du Sud. Au départ, le groupe s'appelait KTI-boys, mais après un an et demi, ils ont changé le nom du groupe à Ninety One et ont sorti leur premier single, Aıyptama! (anglais : Don't judge!), le 1er septembre 2015. Le nouveau nom fait référence à l'année 1991 où le Kazakhstan a obtenu son indépendance de l'ancienne Union soviétique. Le clip de Aıyptama! (anglais : Don't judge!) a été publié le 8 octobre 2015. Aıyptama! (anglais : Don't judge!) reste au sommet des charts des chaînes musicales du Kazakhstan pendant 20 semaines. Le 1er décembre 2015, ils ont sorti leur premier EP, également appelé Aıyptama. Ce mini-album est composé de 6 chansons.

### 2016:Qaıtadan (Again)
Le 2 juin 2016, ils ont sorti un nouveau clip pour la chanson Qaıtadan (anglais : Again), qui est en tête des charts sur Gakku TV. Le groupe travaille également sur leur premier album complet. De plus, ils veulent réécrire la chanson Lady du répertoire du groupe ORDA et tourner un clip vidéo pour une chanson supplémentaire.

### 2017:M.B.B.A.B.B.D
Le 1er janvier 2017, ils ont sorti M.B.B.A.B.B.D (« Mahabbat Bar Bul Álemde Baqytty Bol Degen », « Махаббат бар бұл әлемде Бақытты бол деген »), anglais : Be glad there is a love in this world) avec le producteur de Ninety One Erbolat Bedelkhan faisant une apparition en invité. Plus lyrique, cette chanson ne comporte pas de rap. Parce que Ninety One se concentraient sur leur nouvel album Qarangy Zharyq, ils n’ont pas organisé de concerts, de fan-meeting ou de dédicaces cette année. Il n'y a pas de clip vidéo pour ce titre.

### 2017:Sý Asty et film
Le 1er mai 2017, Ninety One a publié le titre Sý Asty (anglais : Underwater). La vidéo a été diffusée en mai sur 1 NTK TV. Erbolat Bedelkhan, le producteur de Ninety One, a expliqué : « Cette chanson a été écrite en réponse aux haters[Quoi ?] »[réf. nécessaire]. Leur nouvel album Qarangy Zharyq est sorti le 5 mai 2017.

## Discographie

### Singles
- Aiyptama (1er septembre 2015)
- Qaitadan (26 janvier 2016)
- Qalai Qaraisyń? (10 février 2016)
- Umytpa (18 mars 2016)
- Su Asty (1er mai 2017)
- Yeski Taspa Bii'  (5 juin 2017)
- Bayau (10 juillet 2017)
- Mooz (21 août 2017)
- Ah! Yah! Mah! (24 décembre 2017)
- E. Yeah (25 juin 2018)
- All I Need (29 juillet 2018)
- Boyman (31 juillet 2018)
- Why'M (1er janvier 2019)
- Lady (8 mars 2019)
- Ayiptama - remastérisé (16 mars 2019)
- Men Emes (28 juillet 2019)
- Bári Biled (5 août 2019)
- Køilek (13 août 2019)
- Olar (20 août 2019)
- Lie (1er mai 2020)
- Señorita (2 octobre 2020)
- Oinamaqo (21 décembre 2020)
- Taboo, invitée Irina Kairatovna (25 décembre 2020)
- Qiyalman (9 Avril 2021)
- Darn (21 Novembre 2021)
- Jurek (1 Janvier 2022)
- Abuse (9 Mai 2022)
- Bata (1 Juin 2022)
- Qooma (5 Juillet 2022)
- Suaraqtar (11 juillet 2022)
- Bope (29 août 2022)
- 1DEI (18 novembre 2022)
- Bol Bizhen Birge (20 décembre 2022)
- Orik (22 décembre 2022)
- Drift (29 décembre 2022)
- Emoji (9 janvier 2023)
- Synbaim (10 février 2023)
- Biz (20 juin 2023)